# 아자라올빼미원숭이

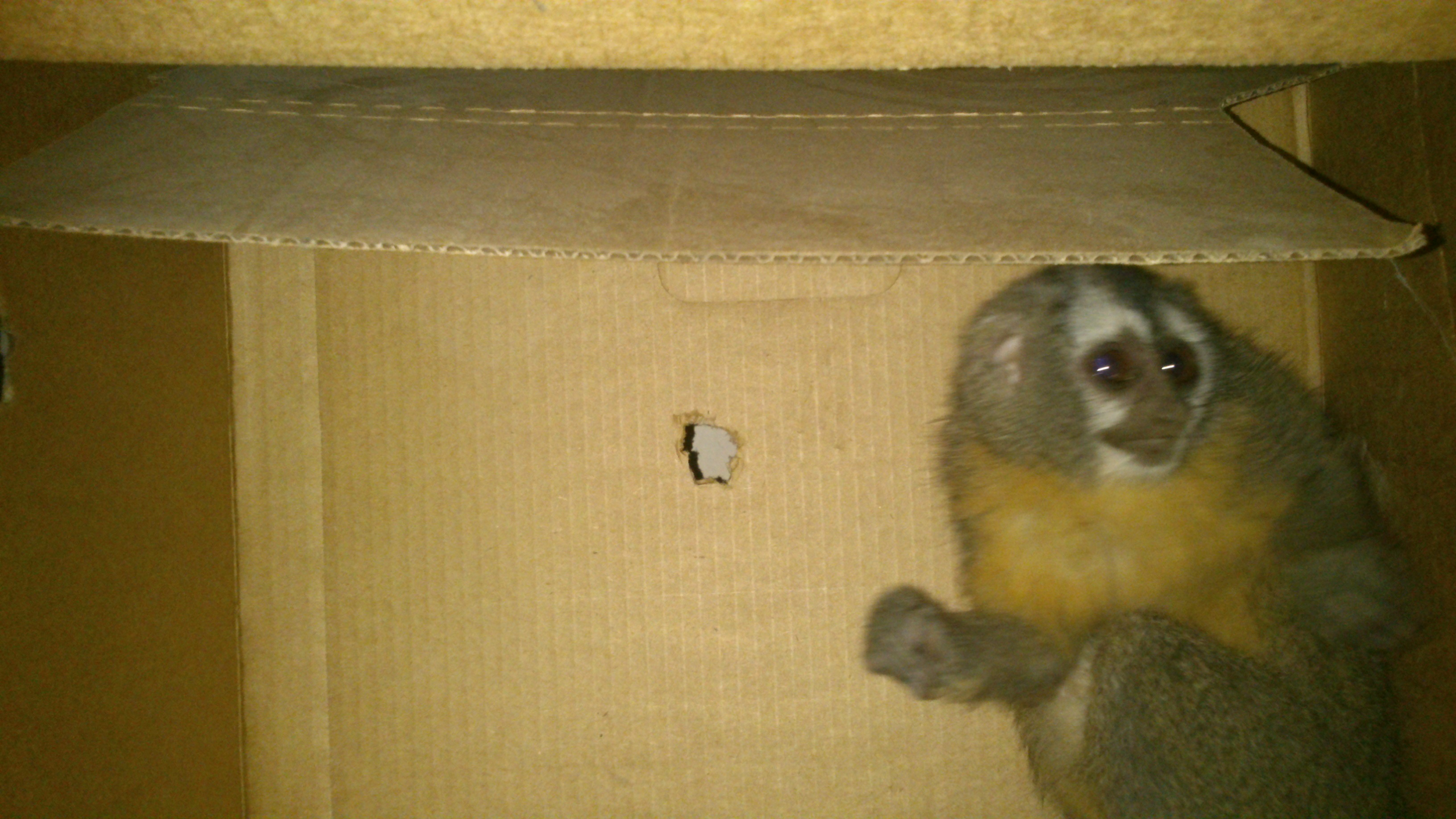

아자라올빼미원숭이(학명: Aotus azarae)는 남아메리카에 사는 올빼미원숭이속 종이다. 아르헨티나, 볼리비아, 페루 그리고 파라과이에서 발견된다.
다음과 같은 3종의 아종이 있다.
- Aotus azarae azarae
- Aotus azarae boliviensis
- Aotus azarae infulatus